# 基姆·赫法尔特
基姆·赫法尔特（荷蘭語：Kim Gevaert，1978年8月5日—），比利时女子田径运动员。她曾代表比利时参加2004年和2008年夏季奥林匹克运动会田径比赛，其中2008年奥运会获得一枚金牌。